# Günter Spindler
Günter Spindler (* 19. März 1949) ist ein ehemaliger deutscher Ringer. Er war Gewinner der Bronzemedaille bei der Europameisterschaft 1975 im freien Stil im Mittelgewicht.

## Werdegang
Günter Spindler begann in Leuna mit dem Ringen, wurde jedoch schon bald zum Sportclub "Chemie" Halle delegiert. Unter der Anleitung von Trainer Alois Pachmann entwickelte er sich dort zu einem hervorragenden Freistilringer. 1966 belegte er bei der DDR-Jugendmeisterschaft im freien Stil in Tambach-Dietharz in der Klasse bis 78 kg Körpergewicht den 2. Platz. Bei DDR-Meisterschaften der Senioren gelang Günter nur zweimal der Sprung auf das Treppchen. 1973 und 1974 wurde er jeweils Vizemeister im Halbschwergewicht hinter dem damals in der DDR in dieser Gewichtsklasse dominierenden Horst Stottmeister aus Leipzig.
Auf der internationalen Ringermatte wurde Günter bei verschiedenen Turnieren im In- und Ausland mit sehr guten Erfolgen schon ab 1971 eingesetzt. 1972 gelang ihm sogar die Qualifikation für die Olympischen Spiele in München. Dort startete er im Halbschwergewicht, gewann drei Kämpfe und besiegte dabei sogar einen Favoriten, den Bulgaren Russi Petrow, unterlag aber überraschend dem Franzosen Michel Grangier und verspielte damit eine bessere Platzierung als den 7. Platz.
Den 7. Platz belegte Günter Spindler auch bei der Weltmeisterschaft 1973 in Teheran im Mittelgewicht. Nach zwei Siegen bedeuteten die starken Ringer Ismail Abilow aus Bulgarien und Wassil Sjulschyn aus der Sowjetunion das Ausscheiden für ihn. Schließlich gelang Günter dann bei seinem dritten Einsatz bei einer internationalen Meisterschaft doch noch der Gewinn einer Medaille. Im Jahr 1975 gewann er bei der Europameisterschaft in Ludwigshafen am Rhein im Mittelgewicht die Bronzemedaille.
Zu weiteren Einsätzen bei internationalen Meisterschaften kam Günter Spindler infolge der starken Konkurrenz im eigenen Lande nicht.

## Internationale Erfolge
(OS = Olympische Spiele, WM = Weltmeisterschaft, EM = Europameisterschaft, F = freier Stil, Mi = Mittelgewicht, Hs = Halbschwergewicht, damals bis 82 kg bzw. 90 kg Körpergewicht)
- 1971, 3. Platz, "Werner-Seelenbinder"-Turnier in Berlin, F, Mi, hinter Horst Stottmeister u. Benno Paulitz, bde. DDR;
- 1971, 1. Platz, Turnier in Minsk, F, Mi, vor Jan Wypiórczyk, Polen und Wassil Sjulschyn, UdSSR;
- 1972, 3. Platz, "Werner-Seelenbinder"-Turnier in Zella-Mehlis, F, Hs, hinter Anatoli Prokoptschuk, UdSSR u. Klaus Gierke, DDR u. vor Peter Döring, DDR;
- 1972, 3. Platz, Intern. Rumänische Meisterschaft in Bukarest, F, Hs, hinter Jordanow, Bulgarien u. Károly Bajkó, Ungarn;
- 1972, 7. Platz, OS in München, F, Hs, mit Siegen über Kwak Kwang-Woog, Südkorea, Umberto Marcheggiano, Italien und Russi Petrow, Bulgarien u. Niederlagen gegen Michel Grangier, Frankreich u. Gennadi Strachow, UdSSR;
- 1973, 3. Platz, Turnier in Bukarest, F, Hs, hinter Horst Stottmeister u. Pavel Kurczewski, Polen;
- 1973, 7. Platz, WM in Teheran, F, Mi, mit Siegen über Charles Kelly, Großbritannien u. Taras Hryb, Kanada u. Niederlagen gegen Ismail Abilow, Bulgarien u. Wassil Sjulschyn;
- 1975, 3. Platz, "Werner-Seelenbinder"-Turnier in Leipzig, F, Mi, hinter Vasile Iorga, Rumänien u. Magomed Arazilow, UdSSR u. vor Klaus Gierke, DDR u. Adolf Seger, BRD;
- 1975, 3. Platz, Turnier in Havanna, F, Hs, hinter Barbaro Morgan, Kuba u. Georgi Stojtschew, Bulgarien;
- 1975, 3. Platz, EM in Ludwigshafen am Rhein, F, Mi, mit Siegen über Arnost Böhm, Tschechoslowakei, Franz Pitschmann, Österreich und Jimmy Martinetti, Schweiz u. Niederlagen gegen Ismail Abilow u. Vasile Iorga

## DDR-Meisterschaften
- 1973, 2. Platz, F, Hs, hinter Horst Stottmeister, SC Leipzig u. vor Reinhard Vielitz, SG Dynamo Luckenwalde,
- 1974, 2. Platz, F, Hs, hinter Herst Stottmeister u. vor Reinhard Vielitz